# Anthogorgia verrilli
Anthogorgia verrilli är en korallart som beskrevs av Nutting 1910. Anthogorgia verrilli ingår i släktet Anthogorgia och familjen Acanthogorgiidae. Inga underarter finns listade i Catalogue of Life.